# Kedjenou

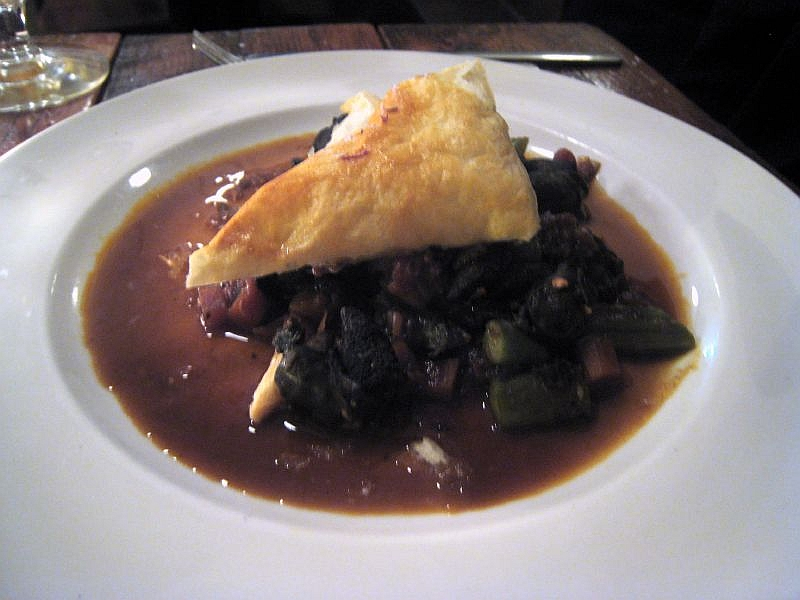
Variante de kedjenou, preparado con langostino, okra y hojaldre.

Kedjenou (también denominado Kedjenou poulet y Kedjenou de Poulet) es un guiso picante que es cocido lentamente en una vasija de barro sellada colocada sobre brasas o fuego, el mismo es preparado con pollo o gallina de Guinea y vegetales. Es un platillo popular y tradicional de la gastronomía de Costa de Marfil.
Existen varios métodos de preparación. A veces se le agrega muy poco líquido o nada, por lo que la carne se cuece en sus propios jugos, lo que torna a la carne más tierna y concentra los sabores de los ingredientes. A veces el platillo es cocido envuelto y sellado con una hoja de banano, que se coloca bajo las brasas. En Costa de Marfil el platillo es por lo general acompañado con attiéké, un platillo preparado con mandioca rallada.